# Complot des panoplies

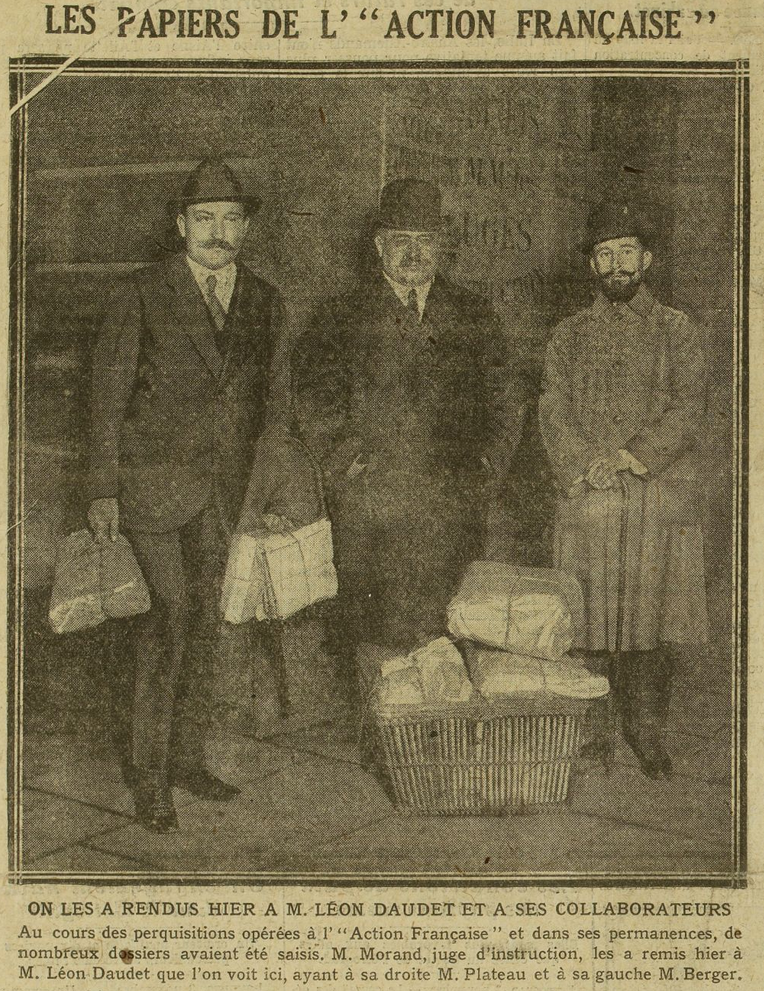
Marius Plateau, Léon Daudet et Ernest Berger lors des perquisitions du complot des panoplies en 1917.

Le complot des panoplies ou affaire de l'Action française désigne les poursuites judiciaires contre l’Action française pour complot contre la sûreté de l’État. Le 27 octobre 1917, plusieurs perquisitions sont menées dans les locaux de l'Action française et chez plusieurs personnalités du mouvement. Cette répression est motivée par la campagne de Léon Daudet contre le journal Le Bonnet rouge et Louis Malvy.

## Contexte

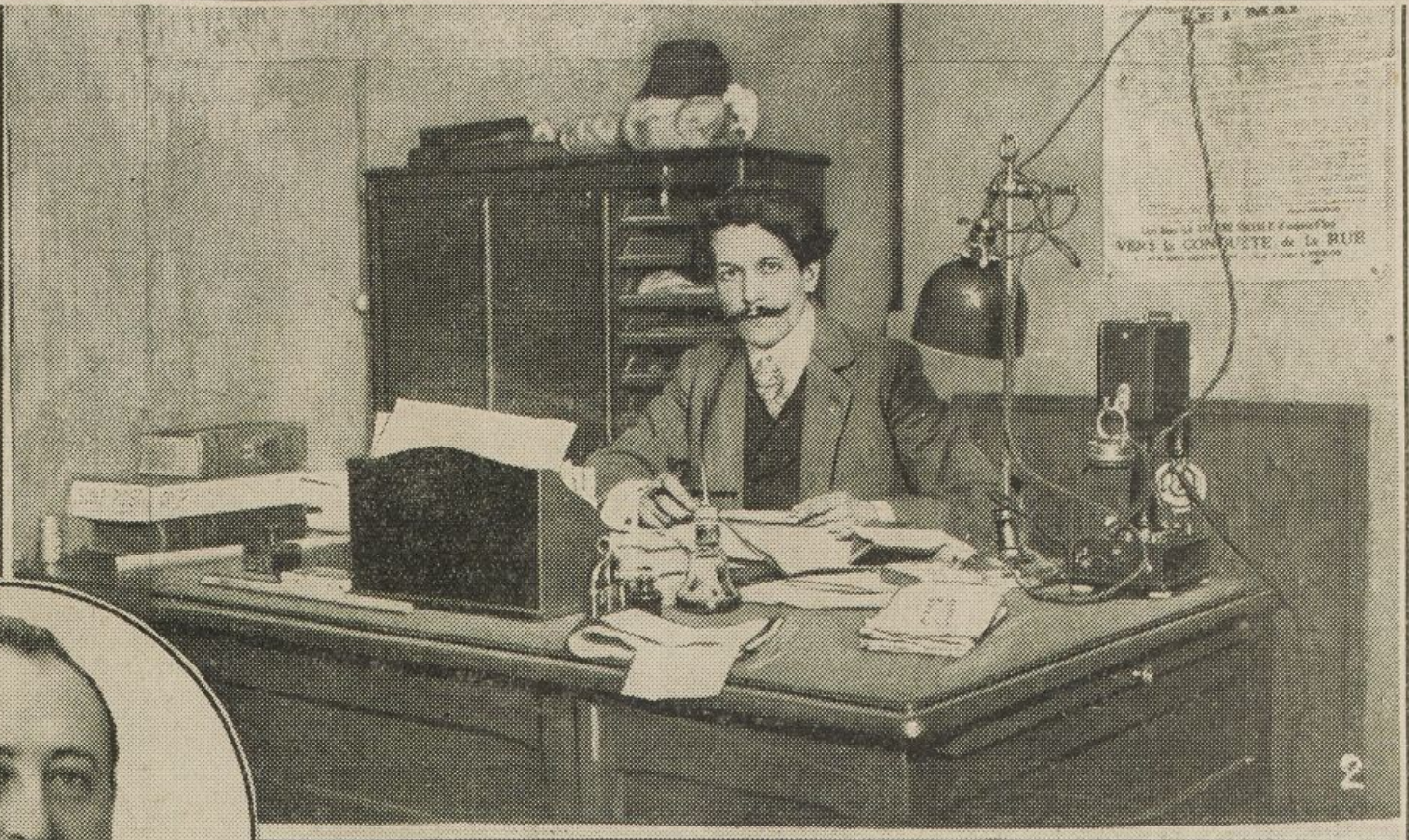
Miguel Almereyda, secrétaire de rédaction de La Guerre Sociale en 1911.

Alors que la Première Guerre mondiale est engagée, Léon Daudet, rédacteur du quotidien L'Action française, s'en prend aux journaux pacifistes voire défaitistes et particulièrement au Bonnet Rouge, journal satirique républicain et anarchiste français, dont le directeur est Miguel Almereyda. Almereyda est notamment connu pour être un des cofondateurs du journal antimilitariste La Guerre Sociale.
En 1913, Almereyda avait fondé Le Bonnet rouge, qui défendait un rapprochement franco-allemand et publiait des articles prenant la défense de la femme de Joseph Caillaux, Henriette Caillaux, accusée du meurtre de Gaston Calmette, directeur du Figaro. Pendant la Première Guerre mondiale, la ligne du Bonnet rouge évolue à de multiples reprises. Le journal est classé à « l'aile gauche de l'union sacrée », soutient la défense nationale et traite en bons termes les conférences de Zimmerwald et de Kienthal. Financièrement, le journal est subventionné en partie par le Ministre de l'Intérieur Louis Malvy, membre du parti radical, entre 1915 et 1916 avant que le Bonnet rouge n'incline vers le pacifisme à partir de 1916 puis vers le défaitisme provoquant l'intervention de la censure.

## Campagne de presse
À partir de 1915, L'Action française et Le Bonnet rouge s'accusent réciproquement d'être achetés par l'Allemagne. Fin de l'été 1916, l'Action française entre en contact avec un sympathisant bien placé qui les informe sur le financement du Bonnet Rouge. Il s'avérerait que le journal était financé par des fonds allemands qu'introduisait en France Émile-Joseph Duval, administrateur du Bonnet Rouge. De son côté, Miguel Almereyda était en rapport avec des agents étrangers car lui et ses collaborateurs s'étaient rendus en Espagne avec des faux passeports. Le 9 septembre 1916, Léon Daudet s'en prend une fois de plus à la rédaction du Bonnet rouge, Miguel Almereyda, Émile-Joseph Duval, Joseph Caillaux et Louis Malvy. Il les accuse d'espionner pour le compte de l'Allemagne. Charles Maurras et Léon Daudet n'ont pas véritablement de preuves mais Marius Plateau, secrétaire général de la ligue d'Action française, bénéficie de contacts à la préfecture de police, à la Sûreté nationale et de renseignements émanant de la censure postale.

## Arrestation de Miguel Almereyda
Le 15 mai 1917, Émile-Joseph Duval est arrêté à la frontière suisse, porteur d'un chèque tiré sur une banque de Mannheim. Cette nouvelle renforce la conviction de la culpabilité du Bonnet rouge pour l'Action française et l'opinion populaire. En conséquence, la publication du journal Le Bonnet rouge est suspendue en juillet 1917.
Le 22 juillet 1917, Georges Clemenceau interpelle le Sénat en demandant de sanctionner le défaitisme et désigne le Ministre de l'Intérieur Louis Malvy soupçonné d'avoir un accord avec l'Allemagne. Le 31 août 1917, Louis Malvy démissionne devant les attaques répétées de la presse à son égard.
Le 6 août 1917, Miguel Almereyda est arrêté « comme détenteur d’un document intéressant la défense nationale (il s’agissait d’une lettre sur la situation d’une unité combattante) ». Il se suicide par pendaison 8 jours plus tard, le 14 août 1917, dans sa cellule avec un lacet attaché à son lit. La mort demeure suspecte du fait de « témoignages pour le moins confus des gardiens, la disparition de certains documents ». La probabilité d'un suicide contraint n'est pas écartée.
Le 4 octobre 1917, Louis Malvy obtient de Paul Painlevé, président du Conseil des ministres français et républicain socialiste, la lecture d'une lettre de Léon Daudet devant la Chambre des députés pour rétablir son honneur. Les radicaux et les socialistes adressèrent leur soutien à Louis Malvy, compromis par son financement au Bonnet rouge.

## Perquisitions à l'Action française

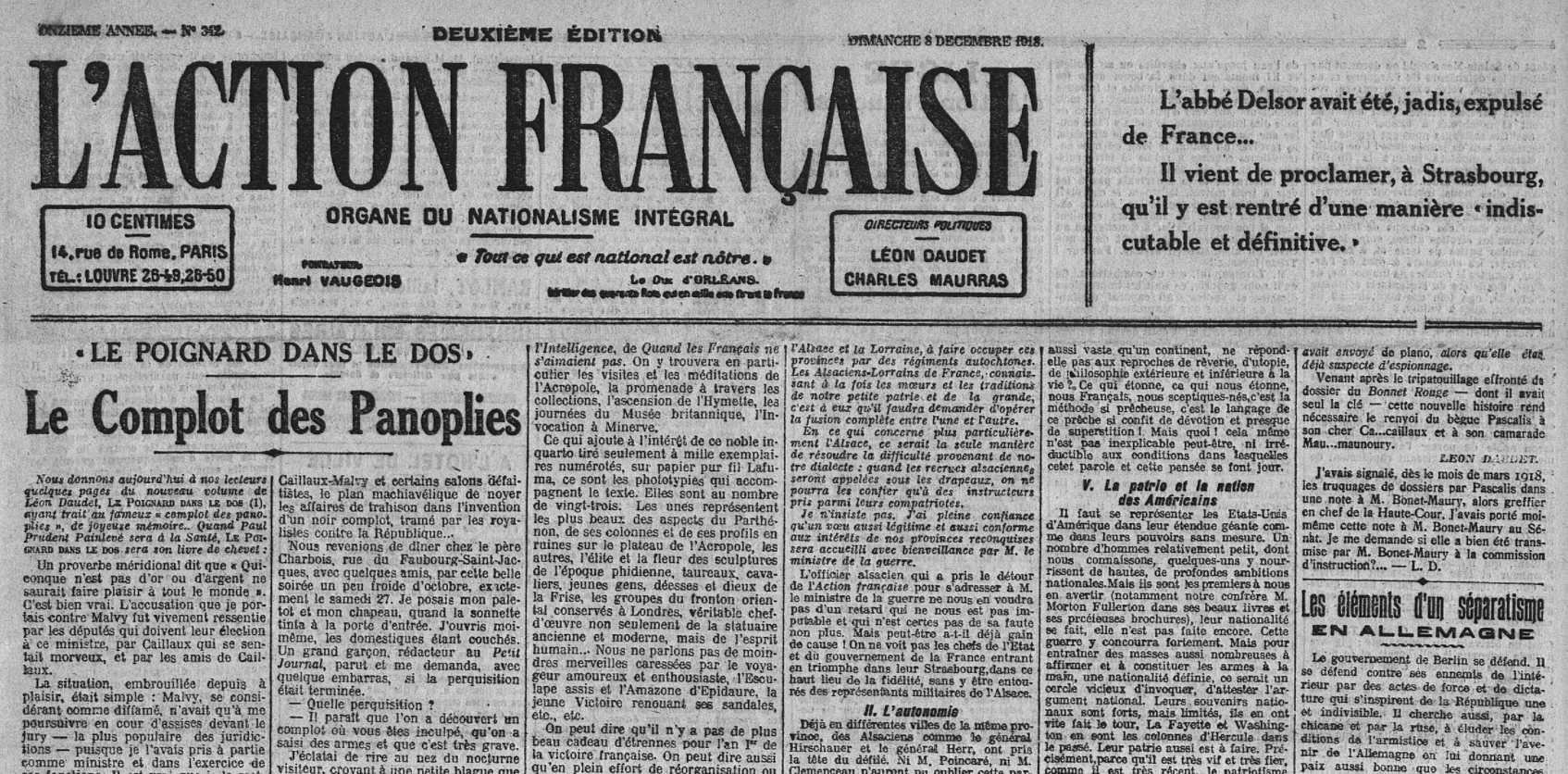
Le complot des panoplies dans L'Action française du 8 décembre 1918.

Le 27 octobre 1917, sur ordre de Painlevé, des perquisitions de police ont lieu dans les locaux d'Action française à Paris, Bordeaux, Lyon, Nîmes et Montpellier ainsi qu'au domicile de Charles Maurras, Léon Daudet, Marius Plateau, Louis Dimier, Emmanuel Buffet, Maxime Real del Sarte et d'autres cadres. 50 armes à feu, 250 cannes plombées et une grande quantité de poings américains et de nerfs de bœufs ainsi que des plans datés de 1913 de Marius Plateau en cas de coup de force sont saisis. L'Action française est accusée de complot contre la République et de détention d'armes alors même qu'elle adhère à l'union sacrée. Le 2 novembre 1917, les papiers saisis sont restitués et l'Action française bénéficie d'un non-lieu. L'absence d'inculpés nommément désignés fragilisait l'instruction judiciaire. Le juge ne retient pas l'inculpation de détention d'armes. Le 6 novembre, la presse relaie le communiqué judiciaire : « M. Morand, juge d'instruction, a rendu cet après-midi une ordonnance de non-lieu dans l'affaire de l'Action française. Le magistrat estime que si important qu'aient pu paraître les documents trouvés au cours des perquisitions, les éléments juridiques d'un complot ne se trouvent pas réunis ».
Surnommée le complot des panoplies, cette répression à l'égard de l'Action française est interprétée comme une « manœuvre du gouvernement pour détourner lʼopinion publique du seul Bonnet rouge » et ridiculise le gouvernement avec l'abandon des poursuites en une semaine de ce « complot mort-né ».

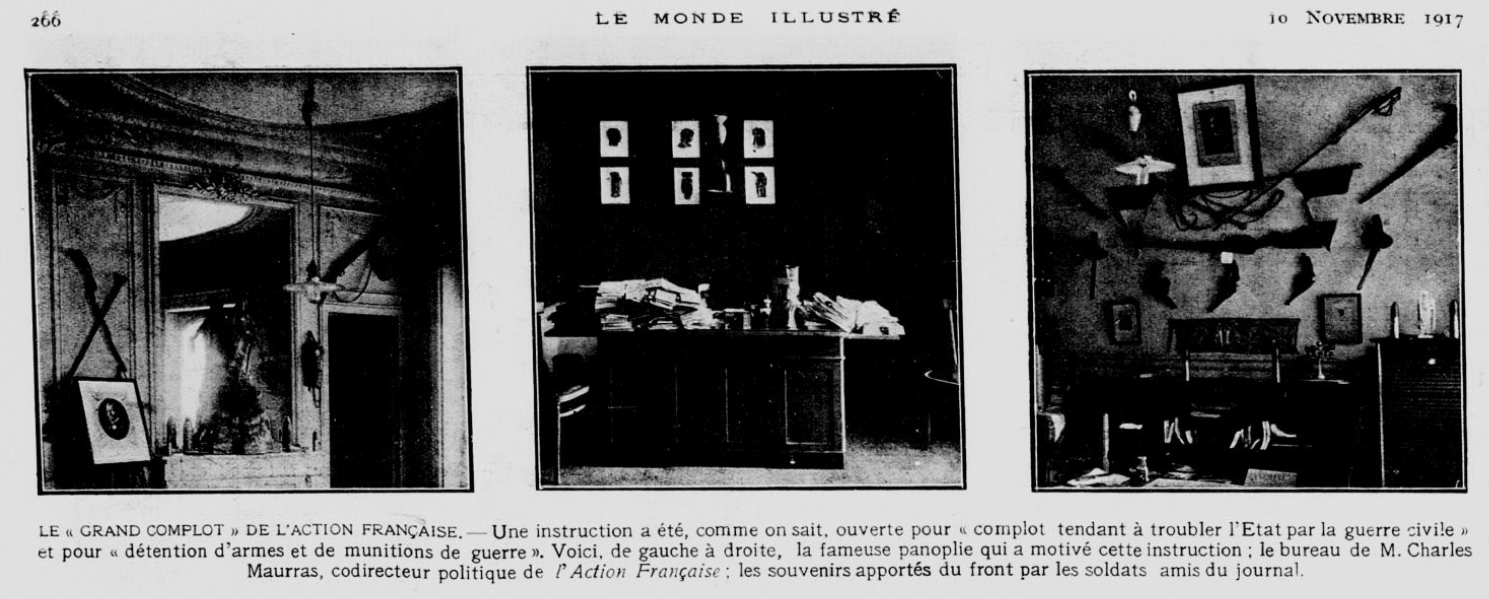
La « fameuse panoplie » des armes saisies lors des perquisitions.
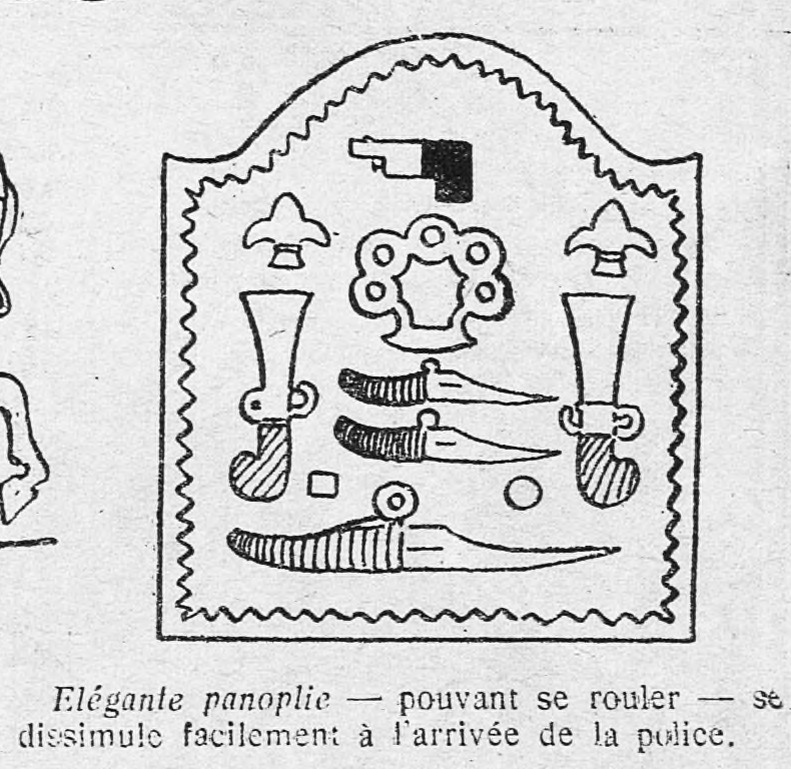
Caricature dans Le Petit Journal du 18 novembre 1917.

## Retombées

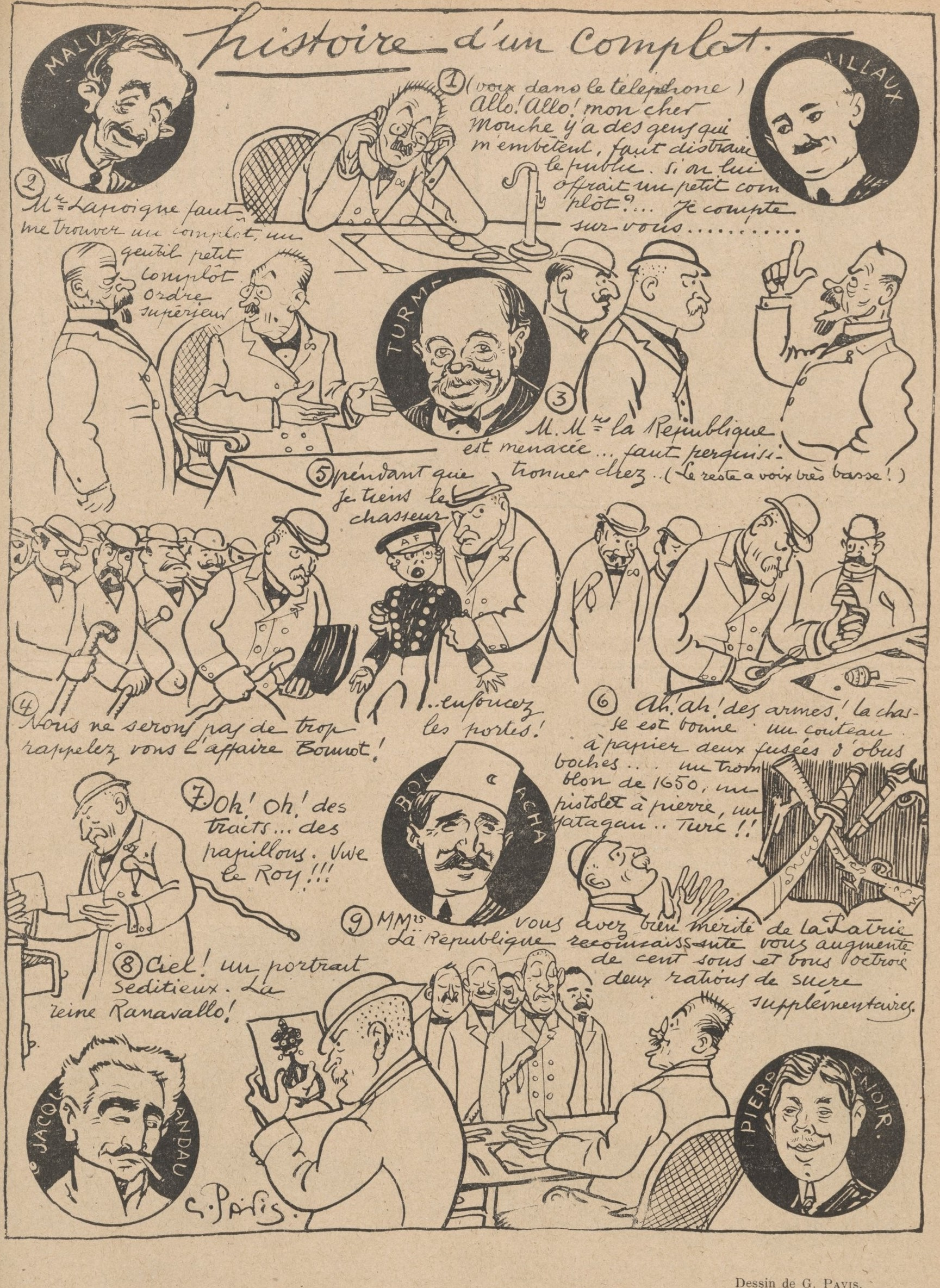
Résumé du complot caricaturé dans Le Rire du 17 novembre 1917.

Le gouvernement de Paul Painlevé saute le 13 novembre 1917 et c'est Georges Clemenceau qui tire profit de ce complot des panoplies en étant nommé à son tour président du Conseil des ministres français. Finalement, le complot des panoplies, « loin de « désarmer » la ligue, contribue en fait à la renforcer en lui offrant une caisse de résonance dans l'opinion publique ».
Louis Malvy est quant à lui traduit devant la Haute Cour. Le 6 août 1918, il est reconnu coupable « d'avoir — agissant comme ministre de l'intérieur dans l'exercice de ses fonctions — de 1914 à 1917, méconnu, violé et trahi les devoirs de sa charge » dans des conditions le constituant en état de forfaiture. Il est condamné à cinq ans de bannissement.